# Römische Militärlager Ingolstadt-Zuchering (temporäre Lager II und III)

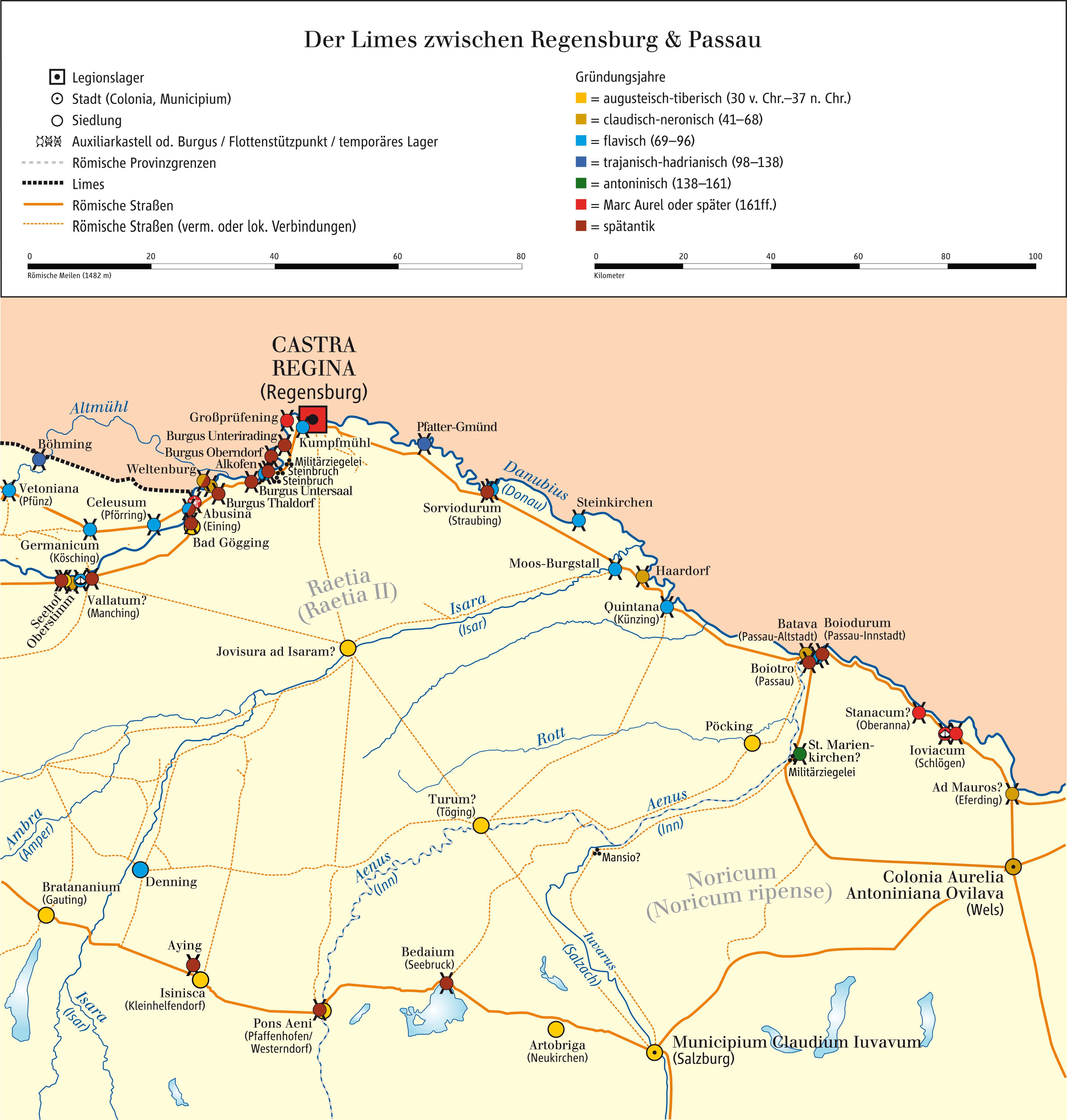
Der rätische Donaulimes

Die Römischen Militärlager Ingolstadt-Zuchering (temporäre Lager II und III), auch als Kastell II und III bekannt, sind zwei ehemalige, kurzfristig genutzte römische Militärbauten, die während der Okkupationsphase der Donauregion für eine kurzfristige Nutzung in Holz-Erde-Bauweise angelegt wurden. Als Bodendenkmäler befinden sich die teilweise erhaltenen, unmittelbar nebeneinander liegenden Anlagen unter einer landwirtschaftlich genutzten Fläche südöstlich von Seehof, einem zu Zuchering gehörenden Ortsteil im Stadtbezirk Ingolstadt Süd in Bayern.

## Lage
Die Zucheringer Kiesebene war schon in vorgeschichtlicher Zeit besiedelt. Bedeutende Funde stammen aus einer in Zuchering-Ost ergrabenen Nekropole der Urnenfelderkultur und späten Bronzezeit. In Zuchering-Süd bestand eine Siedlung der frühen Bronzezeit. Auch während der Grabungen an den hier entdeckten Römerlagern kamen Spuren einer frühen Besiedlung ans Licht.
Die nördlich sumpfiger Moose errichteten Lager II und III befinden sich auf dem weitgehend ebenen Gelände einer leicht erhöhten würmeiszeitlichen Niederterrasse der Donau. Sie wurden wahrscheinlich fast zeitgleich mit dem rund 350 Metern südöstlich liegenden Lager I errichtet. Der Fluss befindet sich heute knapp vier Kilometer nördlich der Fundzone. Während der Antike bildete er in diesem Abschnitt weite Schleifen und prägte mit einer ausufernden Auenlandschaft die Grenzregion der römischen Provinz Raetia. Die rund 500 Meter nördlich von Lager III vorbeifließende Sandrach nutzt heute stellenweise das Bett eines ehemaligen Donauarms, das sie sehr nahe an das rund 2,5 Kilometer östlich gelegene Auxiliarkastell Oberstimm heranführt. Der Verlauf der alten Flussschlinge am Lager I zeichnet sich noch als Bewuchsbild in Luftbildern ab. Überschwemmungsgefahr bestand während des 1. Jahrhunderts n. Chr. offensichtlich nicht, obwohl sich Lager I mit seinem nördlichen Teil in die leichte Absenkung der Niederterrasse hineinzieht. Erst in späterer Zeit erreichten die Donau beziehungsweise von ihr ausgehende Überschwemmungen über längere Zeit die ehemalige Garnison und trugen den Nordteil des Bodendenkmals ab. Dieses Schicksal blieb den Lagern II und III erspart. Erst in der Neuzeit wurden beide durch den Kiesabbau in Mitleidenschaft gezogen und waren zum Zeitpunkt ihrer Entdeckung bereits zur Hälfte zerstört.

## Forschungsgeschichte
Insbesondere die Donausüdstraße wurde schon früh für die Wissenschaft interessant. So erwarb der Historische Verein Ingolstadt 1890 zwei bronzene Haarnadeln und zwei bronzene Spiralarmspangen, die aus einer Sandgrube an der Römerstraße „zwischen dem Weiler Seehof und dem Dorfe Zuchering“ stammten. Diese Funde gehörten allerdings der Bronzezeit an. Römerzeitliche Funde aus dem Umfeld der Donausüdstraße in Zuchering wurden jedoch bereits in der Vergangenheit bekannt. So kam 1970 eine Münze des zwischen 180 und 192 regierenden Kaisers Commodus zu Tage, die in den Jahren 187/188 in Rom geprägt worden war.
Während einer Befliegung der Region rund sechs Kilometer südlich der Ingolstädter Altstadt entdeckte der Luftbildarchäologe Otto Braasch zwischen 1978 und 1982 südöstlich von Zuchering-Seehof drei römische Militärlager sowie einen angrenzenden Abschnitt der Donausüdstraße. Mithilfe von Feldbegehungen, die seit den 1980er Jahren unternommen wurden, verschafften sich die Wissenschaftler ein erstes Bild und konnten die zeitliche Dauer der Anlagen erschließen.
Der noch erhaltene südwestliche Teil des Lagers II wurde 1985 im Rahmen einer Notgrabung durch das Bayerische Landesdenkmalamt unter der Leitung des Archäologen Claus-Michael Hüssen ergraben, da er unvermittelt durch die Ausweitung der bestehenden Kiesgrube bedroht war. Zudem nutzte ein Bauunternehmen die bis dahin erhaltene südöstliche Fläche für seine Zwecke. Nach den Untersuchungen wurde ein Großteil der erhaltenen Fläche von Lager II mit der davor verlaufenden Donausüdstraße zerstört. Nachdem der durch den Kiesabbau entstandene Baggersee bis 2005 kurzzeitig nach Osten auf die Fläche des Bauunternehmens erweitert worden ist, sind auch die letzten möglichen Spuren der Fortifikation verschwunden.
Das nur durch Luftbilder bekannte Lager III war zum Zeitpunkt der Entdeckung bereits im 19. Jahrhundert durch den Bau einer in den 1990er Jahren aufgegebenen Bahntrasse nach Ingolstadt sowie durch den modernen Kiesabbau weitgehend zerstört worden.

## Militärlager Ingolstadt-Zuchering II
Das Militärlager Ingolstadt-Zuchering II war eine provisorische, nur sehr kurz genutzte Fortifikation. Sie wurde wie ihr Pendant, das Lager III, möglicherweise in Zusammenhang mit dem Bau der Donausüdstraße errichtet. Diese Mutmaßung stützen Untersuchungen an ähnlichen Anlagen wie den östlich vom Lech gelegenen kleinen Kastellen von Friedberg-Rederzhausen. Neben Hüssen stützen auch die Archäologen Wolfgang Czysz und Siegmar von Schnurbein die grundsätzliche Überlegung, dass Standorte dieser Art der Landeserschließung gedient haben.
Die Lage der Garnison nahm offensichtlich Bezug auf diese bedeutende Heer- und Handelsstraße, deren Reste sich als eine 19 Meter breite Trasse mit seitlich begleitenden Abzugsgräben vor dem Südtor des Lagers beobachten ließen. Erst später verlegten römische Ingenieure die auf einem Damm laufende Straße etwas nach Süden, unmittelbar vor das südliche Grabenwerk von Lager I. Möglicherweise wollte man so damals beginnenden Überschwemmungen in der am Lager I ansetzenden Niederung entgegenwirken.

## Baugeschichte
Das rätische Donautal wurde offensichtlich schon vor der Zeit um 40 n. Chr. von Augusta Vindelicorum (Augsburg) aus durch römische Truppen kontrolliert. Möglicherweise entstanden Lager II und III, die dieser Zeitstellung angehören, bereits etwas früher als Lager I. Neben einer Nutzung als Baulager für die Donausüdstraße könnten die Lager II und III auch Zeugnisse einer ersten Erkundungsphase der Donauregion sein. Ihre Entstehung wird somit wahrscheinlich noch in die Regierungszeit des Kaisers Tiberius (14–37) fallen. Damals war es offensichtlich möglich, mit einer nur geringen Truppenpräsenz die Region zu überwachen. So entstanden neben semipermanenten und kurzfristigen Militärlagern wie in Zuchering lediglich an exponierten Standorten weitere Garnisonsplätze. Das Land wurde jedoch nicht nur entlang der west-östlich verlaufenden Donau erschlossen, sondern auch über die von Süden kommenden Täler, die vor den Donauauen mündeten. Mit Einrichtung des Standorts Oberstimm war die erste Phase der militärischen Sicherung dieses Donauabschnitts abgeschlossen.

### Wälle und Gräben
Das im Grundriss höchstwahrscheinlich rechteckige Lager II, dessen gesamte Dimensionen durch die starken neuzeitlichen Zerstörungen während der Grabung nicht mehr vollständig fassbar waren, bestand als leicht gebaute Holz-Erde-Anlage mit abgerundeten Ecken. Im Luftbild ließ sich noch die südwestlichen Ecke mit einem großen Teil der Südwestseite und einer dort platzierten Tordurchfahrt erkennen. Als Annäherungshindernis besaß die Fortifikation einen Doppelgraben, der während der Untersuchung 1985 bereits stark abgetragen war und sich daher nur noch sehr leicht im Untergrund abzeichnete. Der innere Graben wurde mit einer Breite von bis zu 1,50 Metern eingemessen, seine Tiefe mit lediglich 0,70 Metern angegeben. Der äußere Graben war noch 1,20 Meter breit und maximal 0,50 Meter tief. Zwischen beiden Gräben wurde ein Abstand von 1,30 Metern festgestellt. Rund 40 Meter von der Südwestecke entfernt setzten beide Gräben vor der vier Meter breiten Torzufahrt aus. Als typische Vorfeldsicherung temporärer römischer Lager ließen sich zudem rund fünf Meter vor dem Tor zwei leicht parallel versetzte kurze Gräben (Titula) feststellen. Sie besaßen eine Länge von 6,20 Metern und waren noch 1,0 beziehungsweise 0,60 Meter breit und 0,20 Meter tief.
Die Lage des noch feststellbaren Tores ließ Hüssen zu der Überlegung kommen, dass dieses nur an einer Schmalseite gelegen haben könnte, da sich anderenfalls sonst die Gräben des Lagers II mit denen des Lagers III überschnitten hätten. Der Archäologe nahm nach Vergleichen mit ähnlichen Anlagen an, dass diese Schmalseite 84 Meter lang gewesen sein müsste. Die Längsausrichtung des Lagers wäre demnach in südwestlich-nordöstlicher Richtung gelegen. Lager II war nach diesen Feststellungen wohl rund 0,9 Hektar groß.

### Fundgut
Vor der Grabung 1985 wurde der erhaltene westliche Teil mit Hilfe eines Metalldetektors begangen. Dabei fand sich lediglich ein eiserner römischer Fingering, dessen Fassung einst einen bei der Auffindung bereits verlorenen Schmuckstein hielt. Die Grabung selbst hielt keine weiteren Funde bereit. Die Füllung des Doppelgrabens war in Bezug auf römisches Fundmaterial vollkommen steril. Dieser Befund verstärkte den Eindruck einer nur kurzfristig genutzten Anlage.

## Militärlager Ingolstadt-Zuchering III
Das Militärlager Ingolstadt-Zuchering III wurde wie Lager II ebenfalls nur kurzfristig genutzt. Es befindet sich unmittelbar nordwestlich von Lager II. Beide Anlagen stammen möglicherweise aus derselben Zeitstellung und waren vielleicht für dieselben, zeitlich begrenzten Aufgaben errichtet worden. Möglich wäre – wie bei Lager II – auch hier eine Nutzung als Baulager für die weiter unten genauer beschriebene Donausüdstraße oder eine Nutzung im Zuge der römischen Okkupation der Donauregion.
Das möglicherweise ebenfalls während der spättiberischen oder frühclaudischen Zeit errichtete Lager III besaß eine noch provisorischere Umwehrung als Lager II. Nach Ausweis der Luftbilder konnte lediglich ein die Lagerfläche begrenzender Graben festgestellt werden. Begehungen auf der erhaltenen Restfläche der rechteckigen Anlage erbrachten keinerlei Funde. Wie Lager II bot auch diese Anlage keinen wirklichen Schutz vor angreifenden Feinden. Von der bisher unausgegrabenen rechteckigen Fortifikation hat sich die knapp 70 Meter lange Westseite mit der abgerundeten südlichen und nördlichen Ecke erhalten. Durch die Luftbildarchäologie lässt sich daneben noch ein 20 Meter langes Teilstück des nördlichen Grabens erkennen. In der Mitte der Westfront ist eine rund vier Meter breite Zufahrt erkennbar. Vor dieser setzt der Graben aus. Sollten sich die Gräben der Lager III und II nicht überschneiden, kann Lager III maximal 70 × 70 Meter (rund 0,5 Hektar) umfasst haben.

## Donausüdstraße
Für den Bau des Dammes der älteren und jüngeren Donausüdstraße wurde das Material unmittelbar vor Ort gewonnen. So lassen sich in den Luftbildaufnahmen begleitende Materialentnahmegruben entlang der Trasse deutlich erkennen. Der Straßendamm selber hat sich in dem hier beschriebenen Bereich allerdings nicht mehr erhalten. Festzustellen war auch, dass die jüngere Trasse eine geringere Breite aufwies als die ältere. Während der archäologischen Untersuchungen in den seitlichen Abzugsgräben der älteren Trasse wurden neben latènezeitlichen Funden auch einige römische geborgen. Die Fundstücke der Latènezeit sind offensichtlich sekundär während des Straßenbaus in die römerzeitlichen Strata gelangt. Während der Flächengrabung am Lager II fanden sich außerhalb der Fortifikation auch ältere Grabenstrukturen, die latènezeitliches Fundmaterial enthielten.

## Denkmalschutz
Die Fundareale sowie die weiteren erwähnten Anlagen sind als eingetragene Bodendenkmale im Sinne des Bayerischen Denkmalschutzgesetzes (BayDSchG) geschützt. Nachforschungen und gezieltes Sammeln von Funden sind erlaubnispflichtig, Zufallsfunde sind den Denkmalbehörden anzuzeigen.